# Łosia Wólka
Łosia Wólka – wieś sołecka w Polsce położona w województwie mazowieckim, w powiecie nowodworskim, w gminie Czosnów.
Wieś szlachecka Wola Jałochi  położona była w 1580 roku w powiecie warszawskim ziemi warszawskiej województwa mazowieckiego. W latach 1975–1998 miejscowość administracyjnie należała do województwa warszawskiego.